# Haltbarkeit (Kosmetika)

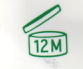
Symbol gemäß Anhang VII Nr. 2 der EU-Kosmetik-Verordnung: Geöffnet 12 Monate sicher und ohne Schaden für den Verbraucher verwendbar.

Das Mindesthaltbarkeitsdatum auf kosmetischen Mitteln bezeichnet seit dem 11. Juli 2013 das Datum, bis zu dem das kosmetische Mittel bei sachgemäßer Aufbewahrung seine ursprüngliche Funktion erfüllt und insbesondere mit Art. 3 der Verordnung (EG) Nr. 1223/2009 über kosmetische Mittel (EU-Kosmetikverordnung) vereinbar, d. h. für die menschliche Gesundheit sicher ist.
Für kosmetische Mittel mit einer Mindesthaltbarkeit von mehr als 30 Monaten ist die Angabe des Mindesthaltbarkeitsdatums nicht vorgeschrieben. Für solche Erzeugnisse wird angegeben, wie lange die Verwendungsdauer ist, sprich das Mittel nach dem Öffnen sicher und ohne Schaden für den Verbraucher verwendet werden kann. Diese Information wird durch das in Anhang VII Nr. 2 dargestellte Symbol, gefolgt von dem Zeitraum (ausgedrückt in Monaten und/oder Jahren) angegeben (Art. 19 Abs. 1 Buchstabe c EU-Kosmetikverordnung).
Beispiel: Bei der Angabe „12 M“ ist das kosmetische Produkt nach dem Öffnen des Behältnisses noch 12 Monate sicher verwendbar.
Proben oder Kleinverpackungen kosmetischer Produkte zur einmaligen Verwendung enthalten eine derartige Kennzeichnung nicht.
Nicht vorverpackte kosmetische Mittel und kosmetische Mittel, die an den Verkaufsstellen auf Wunsch des Käufers verpackt werden, dürfen nur auf dem Markt bereitgestellt werden, wenn die Angaben zur Mindesthaltbarkeit auf einem dem kosmetischen Mittel beigepackten oder an ihm befestigten Etikett, Papierstreifen, Anhänger oder Kärtchen aufgeführt sind (§ 5 der deutschen Kosmetik-Verordnung – KosmetikV).
Es stellt eine Ordnungswidrigkeit dar, ein kosmetisches Mittel vorsätzlich oder fahrlässig ohne die Angabe der Mindesthaltbarkeit auf dem Markt bereitzustellen (§ 9 Abs. 2 Nr. 12a KosmetikV) und kann mit einer Geldbuße bis zu fünfzigtausend Euro geahndet werden (§ 60 Abs. 4 Nr. 2a, Abs. 5 Nr. 2 des Lebensmittel- und Futtermittelgesetzbuches).